# Androglossini
Androglossini là một tông vẹt trong phân họ vẹt Tân thế giới Arinae có chứa tất cả bảy chi.

## Các loài
Xếp theo tên khoa học:
- Chi Pyrilia (kể cả Pionopsitta).
  - Pyrilia aurantiocephala
  - Pyrilia barrabandi
  - Pyrilia caica
  - Pyrilia haematotis
  - Pyrilia pulchra
  - Pyrilia pyrilia
  - Pyrilia vulturina
- Chi Pionopsitta
  - Pionopsitta pileata
- Chi Graydidascalus
  - Graydidascalus brachyurus
- Chi Salvatoria xem Alipiopsitta
- Chi Alipiopsitta
  - Alipiopsitta xanthops, trước Salvatoria xanthops; cũ Amazona xanthops
- Chi Pionus
  - Pionus chalcopterus
  - Pionus fuscus
  - Pionus maximiliani
  - Pionus menstruus
  - Pionus senilis
  - Pionus seniloides
  - Pionus sordidus
  - Pionus tumultuosus
- Chi Amazona
  - Amazona aestiva
  - Amazona agilis
  - Amazona albifrons
  - Amazona amazonica
  - Amazona arausiaca
  - Amazona auropalliata
  - Amazona autumnalis
  - Amazona barbadensis
  - Amazona brasiliensis
  - Amazona collaria
  - Amazona diadema
  - Amazona dufresniana
  - Amazona farinosa
  - Amazona festiva
  - Amazona finschi
  - Amazona guildingii
  - Amazona imperialis
  - Amazona kawalli
  - Amazona leucocephala
  - Amazona martinica (extinct)
  - Amazona mercenarius
  - Amazona ochrocephala
  - Amazona oratrix
  - Amazona pretrei
  - Amazona rhodocorytha
  - Amazona tresmariae
  - Amazona tucumana
  - Amazona ventralis
  - Amazona versicolor
  - Amazona vinacea
  - Amazona violacea (extinct)
  - Amazona viridigenalis
  - Amazona vittata
  - Amazona xantholora
- Chi Triclaria
  - Triclaria malachitacea